# Tomáš Holeš
Tomáš Holeš (Nové Město na Moravě, 1993. március 31. –) cseh válogatott labdarúgó, hátvéd, a Slavia Praha játékosa.

## Pályafutása

### Klubcsapatokban
Pályafutását az SK Poličkában kezdte, majd a Hradec Králové akadémiájának tagja lett. A 2011-2012-es szezon második felében került fel a felnőtt csapathoz, a cseh élvonalban 2012. február 18-án, a Slovan Liberec elleni mutatkozott be. Összesen 12 alkalommal kapott játéklehetőséget a bajnokságban. Első gólját 2012. augusztus 26-án szerezte a bajnokságban.
Az ezt követő években alapembere lett a csapatnak, amellyel kiesett a másodosztályba, majd egy év elteltével, a 2013-2014-es idény végén újból kiharcolta az élvonalbeli szereplés jogát. Az ezt követő idény előtt szerződést hosszabbította a csapattal, amely 2017 nyaráig szólt. Ebben az időszakban a Hradec Králové a cseh első- és másodosztály között ingázott, a 2017 tavaszán térdműtéten áteső Holeš szerződése lejárta után  a másodosztályban szereplő csapatát elhagyva az élvonalbeli Jablonec játékosa lett. Két szezont töltött a klubnál, majd a Slavia Praha játékosa lett, amellyel bajnoki címet nyert a 2019–2020-as, és a 2020–2021-es szezonban. 

### A válogatottban
2020. szeptember 7-én, a 2020–2021-es UEFA Nemzetek Ligája-sorozat során lépett pályára először a cseh felnőtt válogatottban Skócia ellen. A mérkőzést Holeš végigjátszotta, Csehország 2–1-es vereséget szenvedett.
2021 nyarán részt vett az Európa-bajnokságon.
2021. június 27-én a kontinenstorna nyolcaddöntőjében Csehország 2–0-ra legyőzte Hollandiát, Holeš góllal és gólpasszal járult hozzá a továbbjutást jelentő győzelemhez. 2024. május 28-án Ivan Hašek meghívta a 2024-es labdarúgó-Európa-bajnokságra utazó válogatott keretbe.

## Sikerei, díjai
Slavia Praha
- Cseh bajnok: 2019–20, 2020–21